# Đội tuyển Davis Cup Bénin
Đội tuyển Davis Cup Bénin đại diện Bénin ở giải đấu quần vợt Davis Cup và được quản lý bởi Liên đoàn quần vợt Bénin.

## Lịch sử
Benin tham gia kì Davis Cup đầu tiên năm 1993.  Thành tích tốt nhất là vị trí thứ 6 ở Nhóm III năm 1999.

## Đội tuyển hiện tại (2014)
- Theophile Segodo (tay vợt nghiệp dư)
- Felix Hounkpevi (tay vợt nghiệp dư)
- Magloire Yakpa (tay vợt nghiệp dư)
- Jean Segodo (tay vợt nghiệp dư)